# Jürgen Raap
Jürgen Raap (Pseudonym: Karl-Josef Bär, * 3. August 1952 in Köln) ist ein deutscher Schriftsteller.

## Leben und Werk
Jürgen Raap, geboren und aufgewachsen in Köln, studierte nach dem Abitur von 1971 bis 1976 Kunstwissenschaft und Germanistik an der Universität Köln. Er schloss dieses Studium mit dem Ersten Staatsexamen ab. Von 1977 bis 1982 studierte er die Fächer Malerei und Multimedia an der Fachhochschule Köln. Seit Anfang der 1980er Jahre ist er als freier Schriftsteller, Journalist und Kunstkritiker tätig und tritt als Performance-Künstler auf.
Seit 1989 hat Raap eine Reihe von Kriminalromanen um den Kölner Detektiv Karl-Josef Bär veröffentlicht; daneben ist er Verfasser und Herausgeber von Reiseführern und Sachbüchern zu gastronomischen Themen.

## Werke
- Verhängnisvolle Puppen, Köln 1989
- Wege zum Ruhm, Köln 1990
- Novembermord, Köln 1991
- Operation Attendorn, Köln 1991
- Bärs erster Fall, Köln 1993
- Karl-Josef Bär, Stationen einer Karriere, Köln 1993
- Kunst, Kapital, Köln, Köln 1993 (zusammen mit Peter Krueger)
- Bärs zweiter Fall, Köln 1995
- Colonia connection, Elsdorf 1996
- Flügelauto & Bananen, Köln 1996
- Partyplaner Köln, Hamburg 1998
- Tod eines Kunsthändlers, Elsdorf 1999
- Café-Kult, Kaffee-Kult in Köln, Hamburg 2001 (zusammen mit Bernd Ingmar Gutberlet und Christian Sommerstedt)
- Köln, Ostfildern 2003
- Köln, Hamburg 2003 (zusammen mit Margit Johann)
- Ein Koffer aus Bern, Hillesheim 2003
- Eigelstein-Blues, Hillesheim 2004
- Köstlichkeiten aus den Regionen Köln – Aachen – Eifel, Düsseldorf 2004
- Tod eines Sprayers, Hillesheim 2006
- Vom Tellerwäscher zum Malerfürsten, Köln 2006

## Ausstellungskataloge
- Jürgen Raap, Claudia Richter, Christina Stoschus-Schumann präsentieren Bonner Drachenküsse, Köln 1981
- Jürgen Raap, Claudia Richter, Christina Stoschus-Schumann präsentieren Drachenspuren, Köln 1981

## Herausgeberschaft
- Wo Köche einkaufen, Hamburg
  - Köln, Bonn, 1997
- Bar-Guide, Hamburg
  - Köln, 1998
- Fashion-Shopping-Guide, Hamburg
  - Köln, 1998
- Picnic-Guide, Hamburg
  - Köln, Bonn, 1998
- Wo Köche essen gehen, Hamburg
  - Köln, Bonn, 1999
- Bars & more, Hamburg
  - Köln, 2000
- Essen und Trinken, Ruppichteroth
  - 1 (2002)
  - 2. Die große Enzyklopädie Essen und Trinken A - Z, 2002
- Häuser, Ruppichteroth
  - 1. Die dritte Haut, 2006
  - 2. Der Geist der Schwelle, 2007
- Schönheit, Ruppichteroth
  - 1 (2008)
  - 2 (2008)